# Marshawn Lynch
Marshawn Lynch (født 22. april 1986 i Oakland, Californien) er en amerikansk footballspiller, der spiller i NFL som runningback for Oakland Raiders, hvortil han kom i 2017. Indtil da havde han spillet for Seattle Seahawks fra 2010 til 2017 og før det, for Buffalo Bills, hvortil han blev draftet i 2007.
I sin første NFL-sæson løb Lynch bolden for 1.115 yards og scorede syv touchdowns.
Marshawn Lynch er vokset op i et af USA's mest kriminelle områder som er i Oakland. Et kvarter hvor der bliver skudt mennesker hver dag. Et miljø som er svært at komme ud af. Marshawn er vokset op med sine 3 søskende og hans mor. Hans mor har hele hans barndom gjort alt for at holde Marshawn ude af det miljø de boede i. Marshawn Lynchs far, har været inde og ude af fængsel hele Marshawns liv. Som barn, men også som voksen. Marshawn er en meget indadvendt person, når han snakker med medierne. Men hans holdkammerater siger, at han er den flinkeste person de alle har mødt.
Marshawn Lynch går også under navnet "Beast Mode", hvilket han opnåede i 2011, under en kamp mellem Seattle Seahawks og New Orleans Saints. Med 3 minutter tilbage af kampen, modtager Lynch bolden, hvorefter han løber igennem hele Saints' forsvar, på trods af flere tacklinger.

## Klubber
- 2007-2010: Buffalo Bills
- 2010-2015: Seattle Seahawks